# Nils G. Kjellberg

N. G. Kjellberg, ritningssignatur.

Nils Erik Georg Kjellberg, född 5 februari 1896 i Stockholm, död där 7 februari 1940, var en svensk byggnadsingenjör och arkitekt.
Nils var son till arkitekten Sam Kjellberg. I mitten av 1920-talet titulerade han sig ingenjör. Han uppträdde själv som byggherre i flera projekt, där han köpt tomter på spekulation. Ritningarna togs fram i samarbete med Waldemar Conradson, där de signerades av dem båda. I samband med ett kostsamt bygge på Kammakargatan 1928 begärdes han i konkurrs varvid samarbetet bröts. 
Kjellberg fortsatte att verka som arkitekt under 1930-talet, fram till sin tidiga bortgång. 

## Verk i urval[3]
- Vätan 1, Regeringsgatan 76-78, Stockholm (1926), tillsammans med W. Conradson
- Gjuteriet 4, Fridhemsgatan 12, Stockholm (1926), tillsammans med W. Conradson
- Guldfasanen 4, Drottningholmsvägen 72, Stockholm (1926), tillsammans med W. Conradson
- Vätan 20, David Bagares gata 12, Stockholm (1927), tillsammans med W. Conradson
- Porslinsbruket 29, Sankt Eriksgatan 65, Stockholm (1927), tillsammans med W. Conradson.
- Småland 6, Bellmansgatan 36, Stockholm (1927), tillsammans med W. Conradson.
- Kolonnen 2, Ringvägen 131, Stockholm (1927), tillsammans med W. Conradson
- Bergslagen 4, Kammakargatan 64, Stockholm (1927) tillsammans med W. Conradson
- Körsbärsträdet 29, John Ericssonsgatan 11, Stockholm (1935)
- Västergötland 13, Repslagargatan 11, Stockholm (1935)
- Plogen 9, Råsundavägen 59, Solna (1935)
- Ängen 3, Idrottsgatan 1, Solna (1938)
- Ängen 4, Ryttargatan 3, Solna (1938)
- Portalen 7, Trappgränd 3, Solna (1938)
- Kumlet 18, Kommendörsgatan 42, Stockholm (1938)
- Urvädersklippan Större 16, Urvädersgränd 4, Stockholm (1938)
- Urvädersklippan Större 17, Urvädersgränd 6, Stockholm (1938)
- Bonden Mindre 8, Skånegatan 71, Stockholm (1939)
- Haven 8, Åkersvägen 6, Solna (1940)

## Bilder

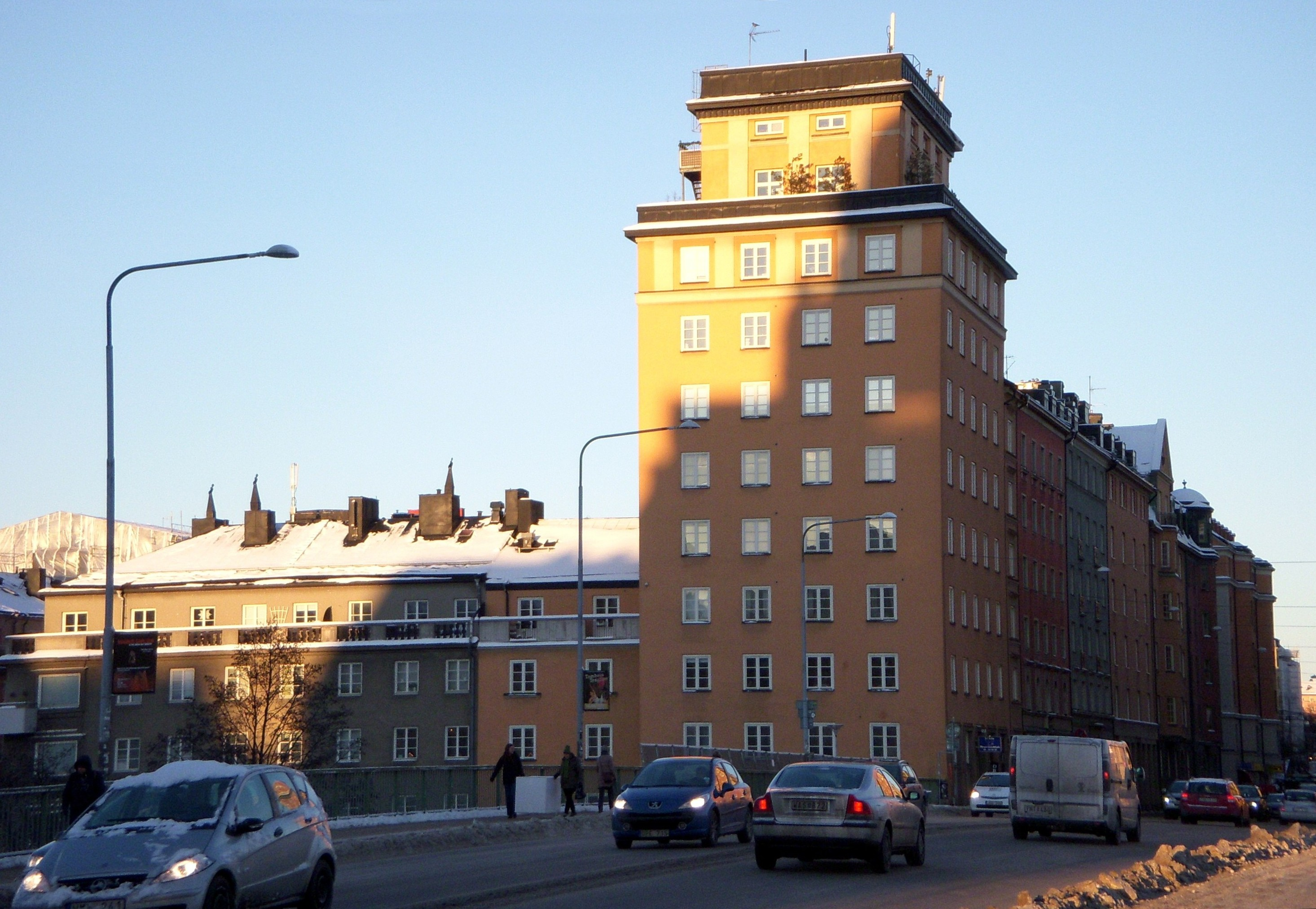
Porslinsbruket 29
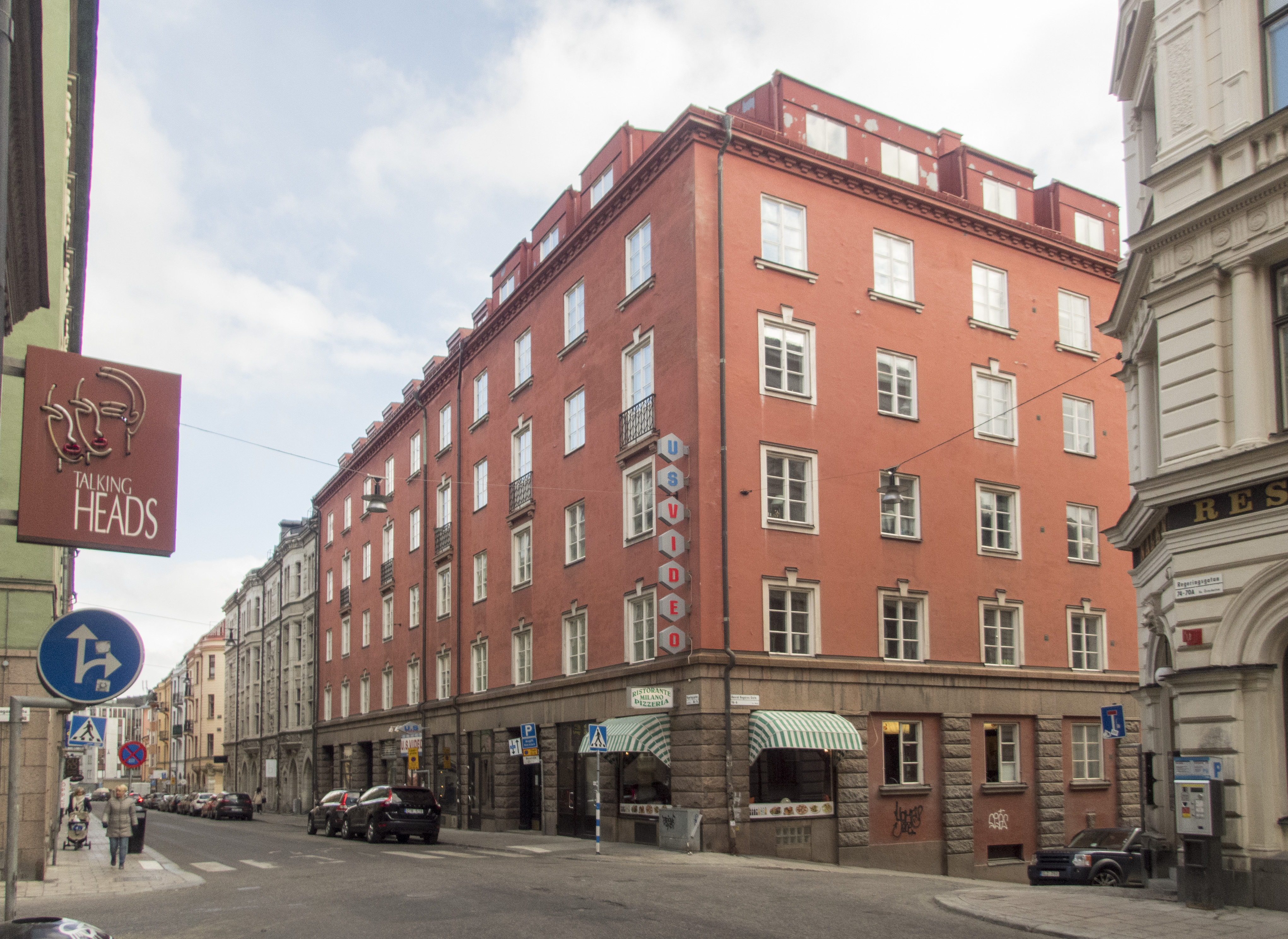
Vätan 1
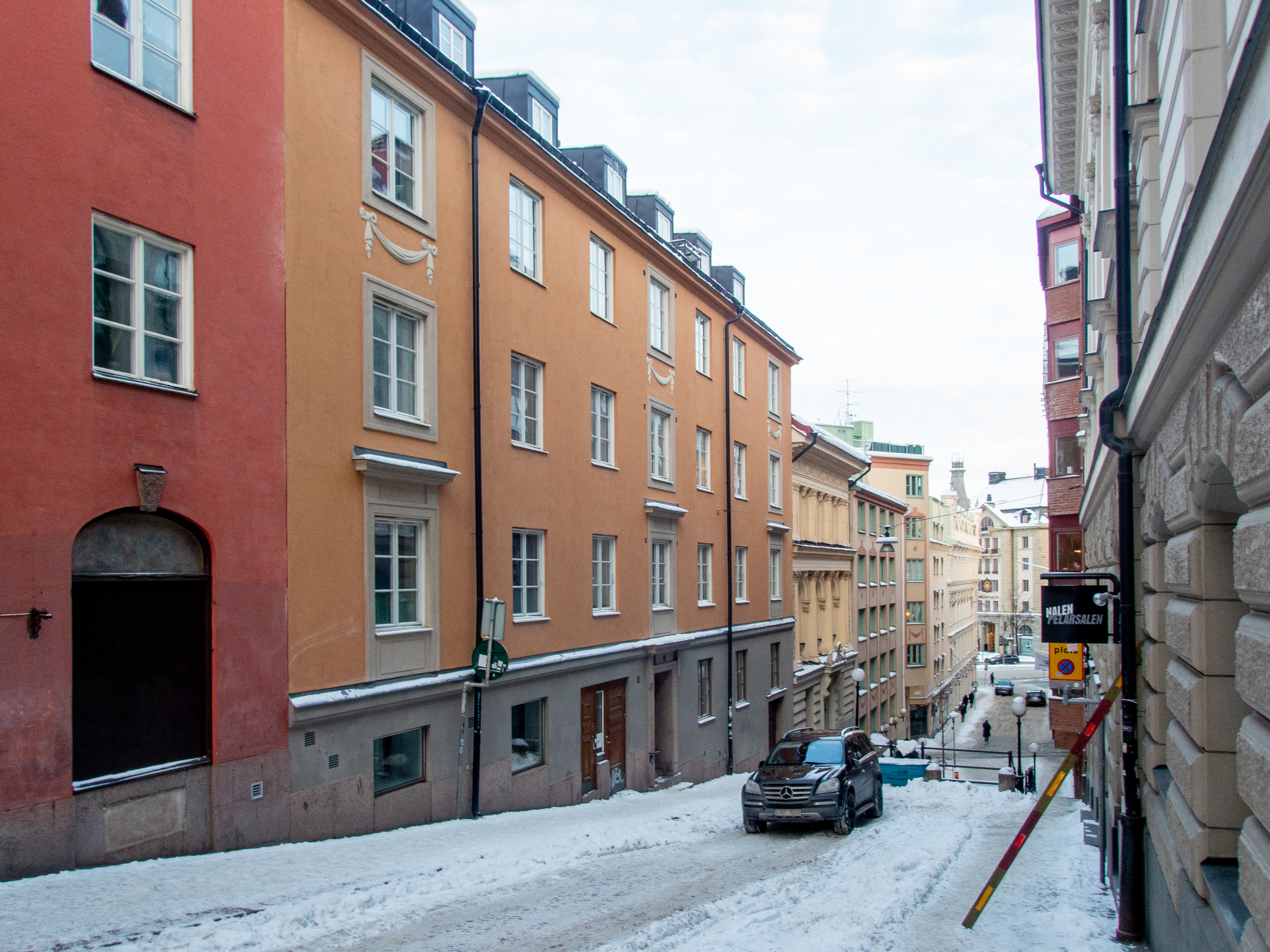
Vätan 20
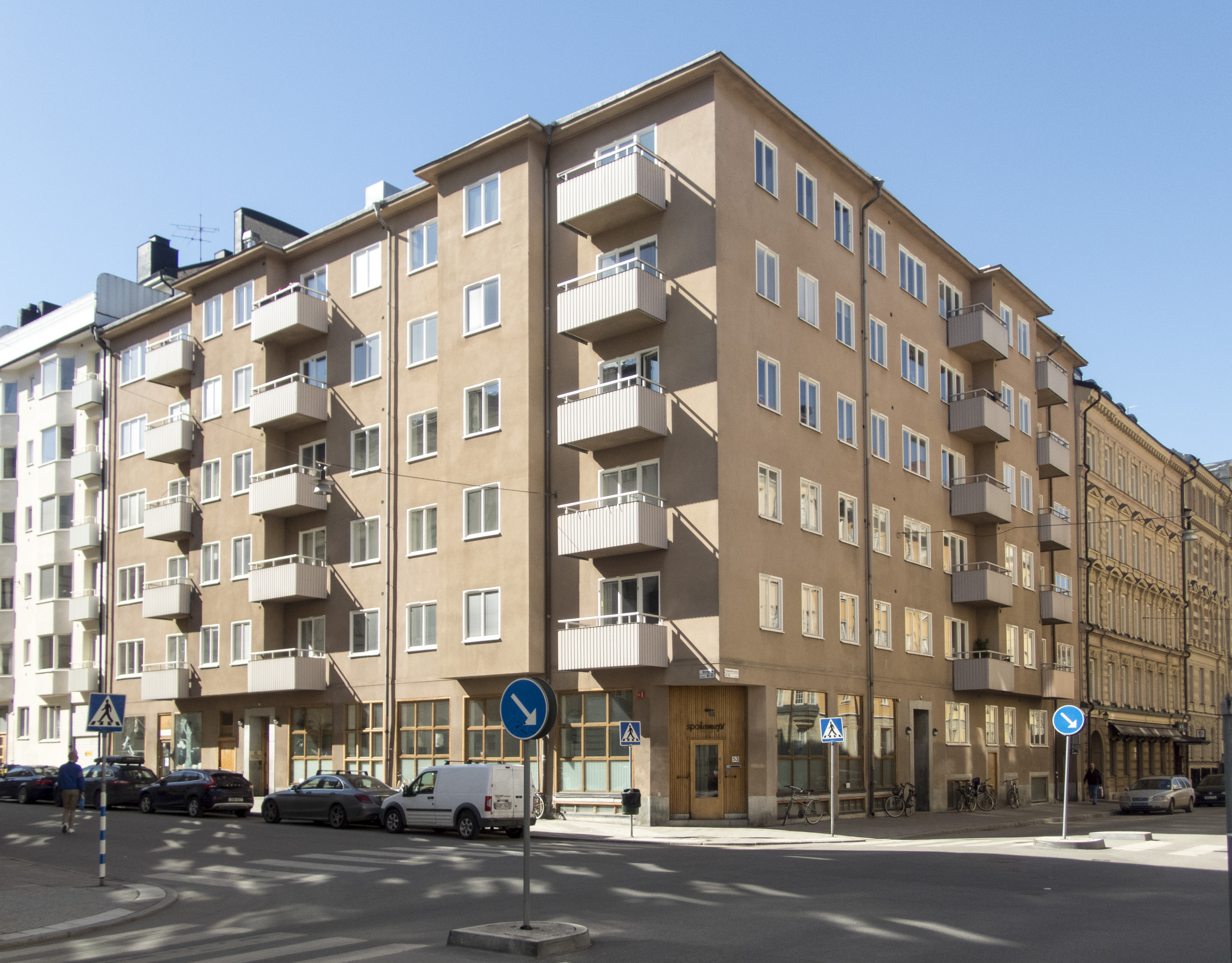
Kumlet 18